# Игнасио-Сарагоса (муниципалитет)
Игнасио-Сарагоса (исп. Ignacio Zaragoza) — муниципалитет в Мексике, штат Чиуауа с административным центром в одноимённом посёлке. Численность населения, по данным переписи 2010 года, составила 6934 человека.

## Общие сведения
Название Ignacio Zaragoza дано в честь мексиканского военного и политического деятеля Игнасио Сарагосы.
Площадь муниципалитета равна 2861 км², что составляет 1,16 % от общей площади штата, а наивысшая точка — 2220 метров, расположена в поселении Монтес-де-Ока.
Он граничит с другими муниципалитетами штата Чиуауа: на севере Галеаной, на востоке с Буэнавентурой, на юге с Намикипой и Гомес-Фариасом, на западе с Мадерой и Касас-Грандесом.

## Учреждение и состав
Муниципалитет был образован в 1941 году, в его состав входит 43 населённых пункта, самые крупные из которых:
| Код INEGI | Населённый пункт                                                                                       | Численность населения (2005 год) | Численность населения (2010 год) |
| --------- | --- | -------------------------------- | -------------------------------- |
| 034       | Всего                                                                                                  | 6631                             | 6934                             |
| 0001      | Игнасио-Сарагоса (исп. Ignacio Zaragoza) 29°38′36″ с. ш. 107°45′50″ з. д.                              | 3190                             | 3518                             |
| 0018      | Игнасио-Альенде (исп. Ignacio Allende) 29°35′36″ с. ш. 107°43′25″ з. д.                                | 790                              | 935                              |
| 0016      | Франсиско-Мадеро (Сан-Мигель) (исп. Francisco I. Madero (San Miguel)) 29°42′25″ с. ш. 107°48′08″ з. д. | 672                              | 691                              |
| 0002      | Абраам-Гонсалес (исп. Abraham González) 29°43′17″ с. ш. 107°48′59″ з. д.                               | 364                              | 306                              |
| 0034      | Эль-Саусито (исп. El Saucito (El Sauz)) 29°39′59″ с. ш. 107°46′02″ з. д.                               | 297                              | 292                              |

## Экономика
По статистическим данным 2000 года, работоспособное население занято по секторам экономики в следующих пропорциях: сельское хозяйство, скотоводство и рыбная ловля — 34,7 %, промышленность и строительство — 38,9 %, сфера обслуживания и туризма — 22,9 %, прочее — 3,5 %.

## Инфраструктура
По статистическим данным 2010 года, инфраструктура развита следующим образом:
- электрификация: 99 %;
- водоснабжение: 98,9 %;
- водоотведение: 81,4 %.